# Copa del Caribe de 2012
La Copa del Caribe 2012 fue la XVII versión de la Copa del Caribe. Inició el 7 de diciembre y acabó con la final del Campeonato Digicel del Caribe que tuvo lugar en Antigua y Barbuda el 16 de diciembre de 2012. Los primeros cuatro clasificados juegan la Copa de Oro de la Concacaf 2013.
Cinco equipos de la Unión Caribeña de Fútbol no participaron: Bahamas, Islas Caimán, Islas Turcas y Caicos, Islas Vírgenes Estadounidenses y Sint Maarten.

## Primera Fase de Clasificación
Veinte selecciones abrieron la competencia en cinco grupos de cuatro equipos cada uno, los partidos se disputaron en Haití, Santa Lucía, Martinica, San Cristóbal y Nieves y Barbados. Luego, los campeones de grupo y los cuatro mejores subcampeones avanzaron a la segunda ronda.

### Grupo 1
Sede Puerto Príncipe, Haití
| País         | J | G | E | P | GF | GC | GD  | Pts |
| ------------ | - | - | - | - | -- | -- | --- | --- |
| Haití        | 3 | 3 | 0 | 0 | 12 | 2  | +10 | 9   |
| Puerto Rico  | 3 | 2 | 0 | 1 | 12 | 3  | +9  | 6   |
| Bermudas     | 3 | 1 | 0 | 2 | 10 | 5  | +5  | 3   |
| Saint-Martin | 3 | 0 | 0 | 3 | 0  | 24 | -24 | 0   |

| 7 de septiembre de 2012 | Bermudas           | 1–2     | Puerto Rico               | Stade Sylvio Cator, Puerto Príncipe                      |                                                          |
|                         | Russell 78' (pen.) | Reporte | Marrero 68' · Ramos 90+5' | Asistencia: 2,000 espectadores Árbitro(s): Trevor Taylor | Asistencia: 2,000 espectadores Árbitro(s): Trevor Taylor |

| 7 de septiembre de 2012 | Haití                                                            | 7–0     | Saint-Martin | Stade Sylvio Cator, Puerto Príncipe                        |                                                            |
|                         | Peguero 4' 40' 45' · Monuma 22' 43' · Lafrance 70' · Maurice 90' | Reporte |              | Asistencia: 10,000 espectadores Árbitro(s): Kevin Morrison | Asistencia: 10,000 espectadores Árbitro(s): Kevin Morrison |

| 9 de septiembre de 2012 | Puerto Rico                                                                          | 9–0     | Saint-Martin | Stade Sylvio Cator, Puerto Príncipe                     |                                                         |
|                         | Ramos 15' 44' 47' 82' · Delgado 29' · Arrieta 45+1' · Marrero 69' 83' · Oikkonen 76' | Reporte |              | Asistencia: 2,000 espectadores Árbitro(s): Dwight Royal | Asistencia: 2,000 espectadores Árbitro(s): Dwight Royal |

| 9 de septiembre de 2012 | Haití                                  | 3–1     | Bermudas   | Stade Sylvio Cator, Puerto Príncipe                       |                                                           |
|                         | Saurel 30' · Maurice 39' · Peguero 41' | Reporte | Russell 9' | Asistencia: 10,500 espectadores Árbitro(s): Adrian Skeete | Asistencia: 10,500 espectadores Árbitro(s): Adrian Skeete |

| 11 de septiembre de 2012 | Saint-Martin | 0–8     | Bermudas                                                                     | Stade Sylvio Cator, Puerto Príncipe                     |                                                         |
|                          |              | Reporte | Burgess 18' 31' 49' 76' · Russell 52' · Manders 61' · Coke 80' · Simmons 87' | Asistencia: 3,000 espectadores Árbitro(s): Dwight Royal | Asistencia: 3,000 espectadores Árbitro(s): Dwight Royal |

| 11 de septiembre de 2012 | Haití                     | 2–1     | Puerto Rico | Stade Sylvio Cator, Puerto Príncipe                        |                                                            |
|                          | Peguero 65' · Maurice 67' | Reporte | Delgado 73' | Asistencia: 12,000 espectadores Árbitro(s): Kevin Morrison | Asistencia: 12,000 espectadores Árbitro(s): Kevin Morrison |

### Grupo 2
Sede Gros Islet, Santa Lucía
| País                         | J | G | E | P | GF | GC | GD | Pts |
| ---------------------------- | - | - | - | - | -- | -- | -- | --- |
| Guyana                       | 3 | 2 | 0 | 1 | 6  | 3  | +3 | 6   |
| San Vicente y las Granadinas | 3 | 2 | 0 | 1 | 6  | 2  | +4 | 6   |
| Santa Lucía                  | 3 | 2 | 0 | 1 | 6  | 4  | +2 | 6   |
| Curazao                      | 3 | 0 | 0 | 3 | 2  | 11 | -9 | 0   |

- El criterio de desempate fue los enfrentamientos directos.[2]

| 21 de octubre de 2012 | Guyana                  | 1–2     | San Vicente y las Granadinas | Beausejour Stadium, Gros Islet                            |                                                           |
|                       | Richardson 45+1' (pen.) | Reporte | M. Samuel 30' · Stewart 79'  | Asistencia: 1,000 espectadores Árbitro(s): Antonius Pinas | Asistencia: 1,000 espectadores Árbitro(s): Antonius Pinas |

| 21 de octubre de 2012 | Santa Lucía                                                             | 5–1     | Curazao    | Beausejour Stadium, Gros Islet                           |                                                          |
|                       | Paul 14' · Valcin 44' · Charles 51' · Charlemagne 87' · Frederick 90+2' | Reporte | Isenia 48' | Asistencia: 1,650 espectadores Árbitro(s): Bryan Willett | Asistencia: 1,650 espectadores Árbitro(s): Bryan Willett |

| 23 de octubre de 2012 | Curazao           | 1–2     | Guyana                           | Beausejour Stadium, Gros Islet                         |                                                        |
|                       | Nelson 53' (a.g.) | Reporte | Mills 1' · Richardson 42' (pen.) | Asistencia: 750 espectadores Árbitro(s): Raymond Bogle | Asistencia: 750 espectadores Árbitro(s): Raymond Bogle |

| 23 de octubre de 2012 | Santa Lucía | 1–0     | San Vicente y las Granadinas | Beausejour Stadium, Gros Islet                           |                                                          |
|                       | Paul 69'    | Reporte |                              | Asistencia: 1,652 espectadores Árbitro(s): Sandy Vásquez | Asistencia: 1,652 espectadores Árbitro(s): Sandy Vásquez |

| 25 de octubre de 2012 | San Vicente y las Granadinas                | 4–0     | Curazao | Beausejour Stadium, Gros Islet                         |                                                        |
|                       | Stewart 8' 76' · Hamlet 58' · M. Samuel 78' | Reporte |         | Asistencia: 852 espectadores Árbitro(s): Sandy Vásquez | Asistencia: 852 espectadores Árbitro(s): Sandy Vásquez |

| 25 de octubre de 2012 | Santa Lucía | 0–3     | Guyana                         | Beausejour Stadium, Gros Islet                           |                                                          |
|                       |             | Reporte | Mills 14' 34' · Richardson 37' | Asistencia: 2,500 espectadores Árbitro(s): Bryan Willett | Asistencia: 2,500 espectadores Árbitro(s): Bryan Willett |

### Grupo 3
Sede Martinica
| País                      | J | G | E | P | GF | GC | GD  | Pts |
| ------------------------- | - | - | - | - | -- | -- | --- | --- |
| Martinica                 | 3 | 2 | 1 | 0 | 23 | 2  | +21 | 7   |
| Surinam                   | 3 | 2 | 1 | 0 | 13 | 3  | +10 | 7   |
| Montserrat                | 3 | 1 | 0 | 2 | 8  | 12 | -4  | 3   |
| Islas Vírgenes Británicas | 3 | 0 | 0 | 3 | 0  | 27 | -27 | 0   |

| 5 de septiembre de 2012 | Montserrat | 1–7     | Surinam                                                                 | Stade Georges-Gratiant, Le Lamentin                     |                                                         |
|                         | Allen 48'  | Reporte | Waal 3' 11' · Sordam 16' · Vallei 39' · Drenthe 45' · Rijssel 85' 90+1' | Asistencia: 188 espectadores Árbitro(s): Rudolph Angela | Asistencia: 188 espectadores Árbitro(s): Rudolph Angela |

| 5 de septiembre de 2012 | Martinica | 16–0    | Islas Vírgenes Británicas | Stade Georges-Gratiant, Le Lamentin                    |                                                        |
|                         | Delem 6' 68' · Gustan 12' · Parsemain 32' 63' 67' 70' 81' 86' · Mainge 37' · Dondon 41' (pen.) · Abaul 46' 54' · Berdix 80' (pen.) · Balmy 82' · Sidney 87' | Reporte |                           | Asistencia: 800 espectadores Árbitro(s): Javier Santos | Asistencia: 800 espectadores Árbitro(s): Javier Santos |

| 7 de septiembre de 2012 | Islas Vírgenes Británicas | 0–4     | Surinam                                     | Stade En Camée, Rivière-Pilote                            |                                                           |
|                         |                           | Reporte | Rijssel 35' 42' · Drenthe 36' · Loswijk 81' | Asistencia: 200 espectadores Árbitro(s): William Anderson | Asistencia: 200 espectadores Árbitro(s): William Anderson |

| 7 de septiembre de 2012 | Martinica                            | 5–0     | Montserrat | Stade En Camée, Rivière-Pilote                           |                                                          |
|                         | Parsemain 5' 20' 59' 61' · Gustan 9' | Reporte |            | Asistencia: 400 espectadores Árbitro(s): Wilson Da Costa | Asistencia: 400 espectadores Árbitro(s): Wilson Da Costa |

| 9 de septiembre de 2012 | Islas Vírgenes Británicas | 0–7     | Montserrat                                                                                | Stade Pierre-Aliker, Fort-de-France                       |                                                           |
|                         |                           | Reporte | Campbell 35' 45+1' · Roach 45+3' · Woods-Garness 53' · Remy 71' 81' · Sargeant 88' (a.g.) | Asistencia: 120 espectadores Árbitro(s): William Anderson | Asistencia: 120 espectadores Árbitro(s): William Anderson |

| 9 de septiembre de 2012 | Martinica                 | 2–2     | Surinam                           | Stade Pierre-Aliker, Fort-de-France                     |                                                         |
|                         | Parsemain 3' · Mainge 22' | Reporte | Aloema 25' (pen.) · Loswijk 90+2' | Asistencia: 241 espectadores Árbitro(s): Rudolph Angela | Asistencia: 241 espectadores Árbitro(s): Rudolph Angela |

### Grupo 4
Sede Bridgetown, Barbados
| País                 | J | G | E | P | GF | GC | GD | Pts |
| -------------------- | - | - | - | - | -- | -- | -- | --- |
| República Dominicana | 3 | 2 | 1 | 0 | 5  | 3  | +2 | 7   |
| Barbados             | 3 | 2 | 0 | 1 | 3  | 2  | +1 | 6   |
| Dominica             | 3 | 1 | 0 | 2 | 4  | 5  | -1 | 3   |
| Aruba                | 3 | 0 | 1 | 2 | 5  | 7  | -2 | 1   |

| 23 de septiembre de 2012 | Aruba                   | 2–2     | República Dominicana | Kensington Oval, Bridgetown                                |                                                            |
|                          | Baten 6' · Barradas 30' | Reporte | Ozuna 13' 76'        | Asistencia: 300 espectadores Árbitro(s): Stanley Lancaster | Asistencia: 300 espectadores Árbitro(s): Stanley Lancaster |

| 23 de septiembre de 2012 | Barbados     | 1–0     | Dominica | Kensington Oval, Bridgetown                          |                                                      |
|                          | Williams 35' | Reporte |          | Asistencia: 300 espectadores Árbitro(s): Neal Brizan | Asistencia: 300 espectadores Árbitro(s): Neal Brizan |

| 25 de septiembre de 2012 | Dominica                        | 3–2     | Aruba                  | Kensington Oval, Bridgetown                         |                                                     |
|                          | Bertrand 36' · Benjamin 45' 77' | Reporte | Bergen 40' · Gomez 55' | Asistencia: 150 espectadores Árbitro(s): Leo Clarke | Asistencia: 150 espectadores Árbitro(s): Leo Clarke |

| 25 de septiembre de 2012 | Barbados | 0–1     | República Dominicana | Kensington Oval, Bridgetown                              |                                                          |
|                          |          | Reporte | Núñez 80'            | Asistencia: 750 espectadores Árbitro(s): Jermain Elskamp | Asistencia: 750 espectadores Árbitro(s): Jermain Elskamp |

| 27 de septiembre de 2012 | República Dominicana | 2–1     | Dominica     | Kensington Oval, Bridgetown                          |                                                      |
|                          | Faña 66' 90+3'       | Reporte | Langlais 39' | Asistencia: 300 espectadores Árbitro(s): Neal Brizan | Asistencia: 300 espectadores Árbitro(s): Neal Brizan |

| 27 de septiembre de 2012 | Barbados               | 2–1     | Aruba      | Kensington Oval, Bridgetown                                |                                                            |
|                          | Skeete 21' · Harte 56' | Reporte | Bergen 32' | Asistencia: 300 espectadores Árbitro(s): Stanley Lancaster | Asistencia: 300 espectadores Árbitro(s): Stanley Lancaster |

### Grupo 5
Sede Basseterre, San Cristóbal y Nieves
| País                   | J | G | E | P | GF | GC | GD  | Pts |
| ---------------------- | - | - | - | - | -- | -- | --- | --- |
| Trinidad y Tobago      | 3 | 3 | 0 | 0 | 15 | 1  | +14 | 9   |
| Guayana Francesa       | 3 | 2 | 0 | 1 | 8  | 5  | +3  | 6   |
| San Cristóbal y Nieves | 3 | 1 | 0 | 2 | 2  | 4  | -2  | 3   |
| Anguila                | 3 | 0 | 0 | 3 | 1  | 16 | -15 | 0   |

| 10 de octubre de 2012 | Guayana Francesa | 1–4     | Trinidad y Tobago                             | Warner Park Sporting Complex, Basseterre             |                                                      |
|                       |                  | Reporte | Hector 26' · Gay 35' · Daniel 72' · Plaza 87' | Asistencia: 400 espectadores Árbitro(s): Marcos Brea | Asistencia: 400 espectadores Árbitro(s): Marcos Brea |

| 10 de octubre de 2012 | San Cristóbal y Nieves   | 2–0     | Anguila | Warner Park Sporting Complex, Basseterre                 |                                                          |
|                       | Sawyers 15' · Harris 19' | Reporte |         | Asistencia: 700 espectadores Árbitro(s): Sherwin Johnson | Asistencia: 700 espectadores Árbitro(s): Sherwin Johnson |

| 12 de octubre de 2012 | Guayana Francesa               | 4–1     | Anguila    | Warner Park Sporting Complex, Basseterre                     |                                                              |
|                       | Pigrée 3' 45+1' 50' · Baal 74' | Reporte | Rogers 59' | Asistencia: 600 espectadores Árbitro(s): Juan Carlos Hidalgo | Asistencia: 600 espectadores Árbitro(s): Juan Carlos Hidalgo |

| 12 de octubre de 2012 | San Cristóbal y Nieves | 0–1     | Trinidad y Tobago | Warner Park Sporting Complex, Basseterre                   |                                                            |
|                       |                        | Reporte | Carter 51'        | Asistencia: 1,700 espectadores Árbitro(s): David Rubalcaba | Asistencia: 1,700 espectadores Árbitro(s): David Rubalcaba |

| 14 de octubre de 2012 | Trinidad y Tobago                                                      | 10–0    | Anguila | Warner Park Sporting Complex, Basseterre                |                                                         |
|                       | Gay 7' 21' 32' 38' · Daniel 11' 35' 40' · Plaza 53' 63' · Teesdale 71' | Reporte |         | Asistencia: 40 espectadores Árbitro(s): Sherwin Johnson | Asistencia: 40 espectadores Árbitro(s): Sherwin Johnson |

| 14 de octubre de 2012 | San Cristóbal y Nieves | 0–3     | Guayana Francesa               | Warner Park Sporting Complex, Basseterre             |                                                      |
|                       |                        | Reporte | Pigrée 7' 72' · Darcheville 8' | Asistencia: 200 espectadores Árbitro(s): Marcos Brea | Asistencia: 200 espectadores Árbitro(s): Marcos Brea |

## Segunda Fase de Clasificación
Se conformó con los campeones y subcampeones de grupo de la ronda anterior junto con los anfitriones de la segunda ronda (Granada, Guadalupe y Cuba), tres grupos de cuatro equipos cada uno, de los cuales el campeón y los subcampeones calificaron  para la etapa de grupos final.

### Grupo 1
Sede Saint George, Granada
| País             | J | G | E | P | GF | GC | GD | Pts |
| ---------------- | - | - | - | - | -- | -- | -- | --- |
| Haití            | 3 | 2 | 0 | 1 | 3  | 1  | +2 | 6   |
| Guayana Francesa | 3 | 1 | 1 | 1 | 5  | 5  | 0  | 4   |
| Granada          | 3 | 1 | 1 | 1 | 3  | 4  | -1 | 4   |
| Guyana           | 3 | 1 | 0 | 2 | 5  | 6  | -1 | 3   |

| 14 de noviembre de 2012 | Haití      | 1–0     | Guyana | Grenada National Stadium, Saint George                   |                                                          |
|                         | Saurel 47' | Reporte |        | Asistencia: 1,000 espectadores Árbitro(s): Adrian Skeete | Asistencia: 1,000 espectadores Árbitro(s): Adrian Skeete |

| 14 de noviembre de 2012 | Granada      | 1–1     | Guayana Francesa | Grenada National Stadium, Saint George                     |                                                            |
|                         | Rocastle 33' | Reporte | Pigrée 90+2'     | Asistencia: 1,500 espectadores Árbitro(s): Javier Jauregui | Asistencia: 1,500 espectadores Árbitro(s): Javier Jauregui |

| 16 de noviembre de 2012 | Guayana Francesa | 1–0     | Haití | Grenada National Stadium, Saint George               |                                                      |
|                         | Pigrée 55'       | Reporte |       | Asistencia: 750 espectadores Árbitro(s): Osiel Nuñez | Asistencia: 750 espectadores Árbitro(s): Osiel Nuñez |

| 16 de noviembre de 2012 | Granada               | 2–1     | Guyana     | Grenada National Stadium, Saint George                 |                                                        |
|                         | Bain 46' · Murray 81' | Reporte | Wilson 48' | Asistencia: 1,400 espectadores Árbitro(s): Neal Brizan | Asistencia: 1,400 espectadores Árbitro(s): Neal Brizan |

| 18 de noviembre de 2012 | Guyana                                         | 4–3     | Guayana Francesa             | Grenada National Stadium, Saint George                 |                                                        |
|                         | Mills 12' · Moore 46' · Beveney 58' 87' (pen.) | Reporte | Ridel 34' 63' · Edwige 90+1' | Asistencia: 1,500 espectadores Árbitro(s): Osiel Nuñez | Asistencia: 1,500 espectadores Árbitro(s): Osiel Nuñez |

| 18 de noviembre de 2012 | Granada | 0–2     | Haití                            | Grenada National Stadium, Saint George                 |                                                        |
|                         |         | Reporte | Alcenat 36' · Straker 58' (a.g.) | Asistencia: 3,000 espectadores Árbitro(s): Neal Brizan | Asistencia: 3,000 espectadores Árbitro(s): Neal Brizan |

### Grupo 2
Sede Les Abymes, Guadalupe
| País                 | J | G | E | P | GF | GC | GD | Pts |
| -------------------- | - | - | - | - | -- | -- | -- | --- |
| República Dominicana | 3 | 2 | 1 | 0 | 6  | 2  | +4 | 7   |
| Martinica            | 3 | 1 | 2 | 0 | 6  | 5  | +1 | 5   |
| Guadalupe            | 3 | 1 | 1 | 1 | 7  | 6  | +1 | 4   |
| Puerto Rico          | 3 | 0 | 0 | 3 | 3  | 9  | -6 | 0   |

| 23 de octubre de 2012 | Martinica            | 2–1     | Puerto Rico | Stade René Serge Nabajoth, Les Abymes                      |                                                            |
|                       | Sabin 38' (pen.) 43' | Reporte | Ramos 55'   | Asistencia: 100 espectadores Árbitro(s): Ignatius Baptiste | Asistencia: 100 espectadores Árbitro(s): Ignatius Baptiste |

| 23 de octubre de 2012 | Guadalupe | 0–2     | República Dominicana | Stade René Serge Nabajoth, Les Abymes                        |                                                              |
|                       |           | Reporte | Faña 45+1' 90+3'     | Asistencia: 1,505 espectadores Árbitro(s): Caswell Cambridge | Asistencia: 1,505 espectadores Árbitro(s): Caswell Cambridge |

| 25 de octubre de 2012 | República Dominicana | 1–1     | Martinica   | Stade René Serge Nabajoth, Les Abymes                        |                                                              |
|                       | Peralta 45'          | Reporte | Germany 71' | Asistencia: 1,800 espectadores Árbitro(s): Collingham Delves | Asistencia: 1,800 espectadores Árbitro(s): Collingham Delves |

| 25 de octubre de 2012 | Guadalupe                             | 4–1     | Puerto Rico | Stade René Serge Nabajoth, Les Abymes                    |                                                          |
|                       | Loval 8' · Mocka 11' 26' · Pascal 69' | Reporte | Ramos 83'   | Asistencia: 1,500 espectadores Árbitro(s): Daniel Leslie | Asistencia: 1,500 espectadores Árbitro(s): Daniel Leslie |

| 27 de octubre de 2012 | Puerto Rico | 1–3     | República Dominicana     | Stade René Serge Nabajoth, Les Abymes                        |                                                              |
|                       | Vélez 80'   | Reporte | Faña 19' 70' · Ulloa 86' | Asistencia: 3,000 espectadores Árbitro(s): Caswell Cambridge | Asistencia: 3,000 espectadores Árbitro(s): Caswell Cambridge |

| 27 de octubre de 2012 | Guadalupe                    | 3–3     | Martinica                    | Stade René Serge Nabajoth, Les Abymes                    |                                                          |
|                       | Clavier 13' 33' · Pascal 74' | Reporte | Germany 17' · Gustan 24' 63' | Asistencia: 2,891 espectadores Árbitro(s): Daniel Leslie | Asistencia: 2,891 espectadores Árbitro(s): Daniel Leslie |

### Grupo 3
Sede Bacolet, Trinidad y Tobago
| País                         | J | G | E | P | GF | GC | GD | Pts |
| ---------------------------- | - | - | - | - | -- | -- | -- | --- |
| Trinidad y Tobago            | 3 | 2 | 1 | 0 | 5  | 1  | +4 | 7   |
| Cuba                         | 3 | 1 | 1 | 1 | 6  | 2  | +4 | 4   |
| Surinam                      | 3 | 1 | 0 | 2 | 1  | 8  | -7 | 3   |
| San Vicente y las Granadinas | 3 | 0 | 2 | 1 | 2  | 3  | -1 | 2   |

| 14 de noviembre de 2012 | Cuba                                    | 5–0     | Surinam | Dwight Yorke Stadium, Bacolet                          |                                                        |
|                         | Hernández 6' 36' 62' 89' · Martínez 46' | Reporte |         | Asistencia: 200 espectadores Árbitro(s): Valman Bedeau | Asistencia: 200 espectadores Árbitro(s): Valman Bedeau |

| 14 de noviembre de 2012 | Trinidad y Tobago | 1–1     | San Vicente y las Granadinas | Dwight Yorke Stadium, Bacolet                              |                                                            |
|                         | Jorsling 3'       | Reporte | M. Samuel 24'                | Asistencia: 800 espectadores Árbitro(s): Courtney Campbell | Asistencia: 800 espectadores Árbitro(s): Courtney Campbell |

| 16 de octubre de 2012 | San Vicente y las Granadinas | 1–1     | Cuba        | Dwight Yorke Stadium, Bacolet                          |                                                        |
|                       | Stewart 8'                   | Reporte | Linares 48' | Asistencia: 300 espectadores Árbitro(s): Trevor Taylor | Asistencia: 300 espectadores Árbitro(s): Trevor Taylor |

| 16 de noviembre de 2012 | Trinidad y Tobago               | 3–0     | Surinam | Dwight Yorke Stadium, Bacolet                          |                                                        |
|                         | Power 35' · Roy 50' · David 88' | Reporte |         | Asistencia: 950 espectadores Árbitro(s): Alain Georges | Asistencia: 950 espectadores Árbitro(s): Alain Georges |

| 18 de noviembre de 2012 | Surinam           | 1–0     | San Vicente y las Granadinas | Dwight Yorke Stadium, Bacolet                          |                                                        |
|                         | Aloema 42' (pen.) | Reporte |                              | Asistencia: 200 espectadores Árbitro(s): Alain Georges | Asistencia: 200 espectadores Árbitro(s): Alain Georges |

| 18 de noviembre de 2012 | Trinidad y Tobago | 1–0     | Cuba | Dwight Yorke Stadium, Bacolet                                |                                                              |
|                         | Guerra 67'        | Reporte |      | Asistencia: 1,300 espectadores Árbitro(s): Courtney Campbell | Asistencia: 1,300 espectadores Árbitro(s): Courtney Campbell |

## Fase Final
Se conformó con los campeones y subcampeones de grupo de la ronda anterior, junto al anfitrión Antigua y Barbuda y el actual campeón de la Copa Caribe de Jamaica.
Los dos mejores de cada grupo se clasificaron para la copa oro del 2013.

### Fase de grupos

#### Grupo A
Sede Saint John, Antigua y Barbuda
| Pos. | Equipo                | Pts. | PJ | G | E | P | GF | GC | Dif. | Clasificación |
| ---- | --------------------- | ---- | -- | - | - | - | -- | -- | ---- | ------------- |
| 1    | Haití                 | 7    | 3  | 2 | 1 | 0 | 6  | 3  | +3   | Segunda ronda |
| 2    | Trinidad y Tobago     | 7    | 3  | 2 | 1 | 0 | 5  | 3  | +2   | Segunda ronda |
| 3    | República Dominicana  | 1    | 3  | 0 | 1 | 2 | 3  | 5  | −2   |               |
| 4    | Antigua y Barbuda (H) | 1    | 3  | 0 | 1 | 2 | 4  | 7  | −3   |               |

 Fuente: 
| 7 de diciembre de 2012 | Haití          | 1–1     | Trinidad y Tobago | Antigua Recreation Ground, Saint John                    |                                                          |
|                        | Saint-Preux 7' | Reporte | Carter 19'        | Asistencia: 150 espectadores Árbitro(s): Valdin Legister | Asistencia: 150 espectadores Árbitro(s): Valdin Legister |

| 7 de diciembre de 2012 | Antigua y Barbuda | 2–2     | República Dominicana  | Antigua Recreation Ground, Saint John                    |                                                          |
|                        | Byers 17' 44'     | Reporte | García 74' · Faña 90' | Asistencia: 150 espectadores Árbitro(s): Wilson da Costa | Asistencia: 150 espectadores Árbitro(s): Wilson da Costa |

| 9 de diciembre de 2012 | República Dominicana | 0–1     | Haití       | Antigua Recreation Ground, Saint John                  |                                                        |
|                        |                      | Reporte | Peguero 39' | Asistencia: 800 espectadores Árbitro(s): Elmer Bonilla | Asistencia: 800 espectadores Árbitro(s): Elmer Bonilla |

| 9 de diciembre de 2012 | Antigua y Barbuda | 1–2     | Trinidad y Tobago | Antigua Recreation Ground, Saint John                      |                                                            |
|                        | Byers 63'         | Reporte | Molino 72' 89'    | Asistencia: 2,000 espectadores Árbitro(s): David Rubalcaba | Asistencia: 2,000 espectadores Árbitro(s): David Rubalcaba |

| 11 de diciembre de 2012 | Trinidad y Tobago       | 2–1     | República Dominicana | Antigua Recreation Ground, Saint John                 |                                                       |
|                         | Carter 14' · Molino 70' | Reporte | Rodríguez 52'        | Asistencia: 250 espectadores Árbitro(s): Kevin Thomas | Asistencia: 250 espectadores Árbitro(s): Kevin Thomas |

| 11 de diciembre de 2012 | Haití                             | 3–1     | Antigua y Barbuda | Antigua Recreation Ground, Saint John                |                                                      |
|                         | Peguero 19' · Saint-Preux 21' 44' | Reporte | Byers 89'         | Asistencia: 800 espectadores Árbitro(s): Marcos Brea | Asistencia: 800 espectadores Árbitro(s): Marcos Brea |

#### Grupo B
Sede North Sound, Antigua y Barbuda
| Pos. | Equipo           | Pts. | PJ | G | E | P | GF | GC | Dif. | Clasificación |
| ---- | ---------------- | ---- | -- | - | - | - | -- | -- | ---- | ------------- |
| 1    | Martinica        | 7    | 3  | 2 | 1 | 0 | 4  | 1  | +3   | Segunda ronda |
| 2    | Cuba             | 6    | 3  | 2 | 0 | 1 | 3  | 2  | +1   | Segunda ronda |
| 3    | Guayana Francesa | 3    | 3  | 1 | 0 | 2 | 4  | 6  | −2   |               |
| 4    | Jamaica          | 1    | 3  | 0 | 1 | 2 | 1  | 3  | −2   |               |

 Fuente: 
| 8 de diciembre de 2012 | Martinica     | 1–0     | Cuba | Sir Vivian Richards Stadium, North Sound                   |                                                            |
|                        | Piquionne 29' | Reporte |      | Asistencia: 100 espectadores Árbitro(s): Enrico Wijngaarde | Asistencia: 100 espectadores Árbitro(s): Enrico Wijngaarde |

| 8 de diciembre de 2012 | Jamaica     | 1–2     | Guayana Francesa       | Sir Vivian Richards Stadium, North Sound               |                                                        |
|                        | Stewart 22' | Reporte | Pigrée 19' · Evens 48' | Asistencia: 100 espectadores Árbitro(s): Sandy Vásquez | Asistencia: 100 espectadores Árbitro(s): Sandy Vásquez |

| 10 de diciembre de 2012 | Cuba             | 2–1     | Guayana Francesa | Sir Vivian Richards Stadium, North Sound                  |                                                           |
|                         | Martínez 74' 76' | Reporte | Pigrée 16'       | Asistencia: 225 espectadores Árbitro(s): William Anderson | Asistencia: 225 espectadores Árbitro(s): William Anderson |

| 10 de diciembre de 2012 | Jamaica | 0–0     | Martinica | Sir Vivian Richards Stadium, North Sound                 |                                                          |
|                         |         | Reporte |           | Asistencia: 225 espectadores Árbitro(s): Sherwin Johnson | Asistencia: 225 espectadores Árbitro(s): Sherwin Johnson |

| 12 de diciembre de 2012 | Guayana Francesa | 1–3     | Martinica                                  | Sir Vivian Richards Stadium, North Sound               |                                                        |
|                         | Darcheville 80'  | Reporte | Piquionne 10' · Parsemain 33' · Angély 77' | Asistencia: 100 espectadores Árbitro(s): Sandy Vásquez | Asistencia: 100 espectadores Árbitro(s): Sandy Vásquez |

| 12 de diciembre de 2012 | Jamaica | 0–1     | Cuba         | Sir Vivian Richards Stadium, North Sound               |                                                        |
|                         |         | Reporte | Urgellés 57' | Asistencia: 200 espectadores Árbitro(s): Elmer Bonilla | Asistencia: 200 espectadores Árbitro(s): Elmer Bonilla |

### Fase de eliminación directa
|  | Semifinales                 | Semifinales                 |   |                             | Final                       | Final |  |
|  |                             |                             |   |                             |                             |       |  |
|  |                             |                             |   |                             |                             |       |  |
|  | Saint John, 14 de diciembre |                             |   |                             |                             |       |  |
|  | Haití                       | 0                           |   |                             |                             |       |  |
|  | Cuba                        | 1                           |   |                             |                             |       |  |
|  |                             |                             |   |                             |                             |       |  |
|  |                             |                             |   |                             | Saint John, 16 de diciembre |       |  |
|  |                             |                             |   |                             | Cuba                        | 1     |  |
|  |                             | Trinidad y Tobago           | 0 |                             |                             |       |  |
|  |                             |                             |   |                             |                             |       |  |
|  |                             |                             |   |                             |                             |       |  |
|  |                             |                             |   |                             | Tercer lugar                |       |  |
|  | Saint John, 14 de diciembre | Saint John, 14 de diciembre |   | Saint John, 16 de diciembre | Saint John, 16 de diciembre |       |  |
|  | Martinica                   | 1(4)                        |   | Haití                       | 1                           |       |  |
|  | Trinidad y Tobago           | 1(5)                        |   |                             | Martinica                   | 0     |  |

#### Semifinales
| 14 de diciembre de 2012 | Haití | 0:1     | Cuba      | Sir Vivian Richards Stadium, Saint John |                               |
|                         |       | Reporte | Colomé 8' | Árbitro(s): Enrico Wijngaarde           | Árbitro(s): Enrico Wijngaarde |

| 14 de diciembre de 2012 | Martinica                                           | 1:1 (t. s.)(4:5 p.)        | Trinidad y Tobago                                | Sir Vivian Richards Stadium, Saint John |                           |
|                         | Parsemain 75'                                       | Reporte                    | Roy 90'                                          | Árbitro(s): Elmer Bonilla               | Árbitro(s): Elmer Bonilla |
|                         |                                                     | Tiros desde el punto penal |                                                  |                                         |                           |
|                         | Berdix · Crétinoir · Gustan · Parsemain · Piquionne |                            | Theobald · Molino · Mitchell · Gonzales · Guerra |                                         |                           |

#### Tercer lugar
| 16 de diciembre de 2012 | Martinica       | 0:1 (t. s.) | Haití | Sir Vivian Richards Stadium, Saint John |                             |
|                         | Saint-Preux 94' | Reporte     |       | Árbitro(s): Wilson da Costa             | Árbitro(s): Wilson da Costa |

#### Final
| 16 de diciembre de 2012 | Trinidad y Tobago | 0:1 (t. s.) | Cuba           | Sir Vivian Richards Stadium, Saint John |                            |
|                         |                   | Reporte     | Hernández 113' | Árbitro(s): Valdin Legiste              | Árbitro(s): Valdin Legiste |

| Cuba           |
| Cuba 1º título |

## Clasificados a laCopa de Oro de la Concacaf 2013
| Haití | Martinica | Trinidad y Tobago | Cuba |
| ----- | --------- | ----------------- | ---- |